# Осипова, Евдокия Алексеевна
Евдоки́я Алексе́евна О́сипова (19 августа 1919 — 18 декабря 1974) — главный зоотехник Усть-Ордынского окружного управления сельского хозяйства, заведующая сельхозотделом Эхирит-Булагатского райкома КПСС, директор совхоза «Усть-Ордынский», госплемстанции и начальник Усть-Ордынского племобъединения, депутат 6 созыва Верховного Совета СССР.

## Биография
Евдокия Алексеевна Осипова родилась 19 августа 1919 года в улусе Одисса Балаганского уезда Иркутской губернии.
В 1934 году начала работать санитаркой в медицинском пункте, затем перешла работать в колхоз «Труд Ильича». После окончания Кутуликской агрозоотехнический школы Аларского района с 1937 по 1940 годы работала зоотехником в колхозе «Труд Ильича», а затем в Нукутском районном земельном отделе.
В 1940—1942 годах училась в Иркутском сельскохозяйственном техникуме, затем работала в Боханском и Осинском райземотделах.
С 1946 по 1950 годы работала главным зоотехником Усть-Ордынского окружного управления сельского хозяйства, заведующей сельхозотделом Эхирит-Булагатского райкома КПСС.
В 1953—1958 годах — зоотехник Усть-Ордынской МТС, начальник инспекции по сельскому хозяйству Эхирит-Булагатского райисполкома.
В 1959 году направлена в отстающий колхоз «Улан-Туг» Эхирит-Булагатского района. За время её работы председателем экономика колхоза значительно укрепилась, повысились урожаи зерновых, возросла продажа государству продуктов сельского хозяйства.
С 1961 года работала главным зоотехником, а затем директором совхоза «Усть-Ордынский». При непосредственном участии Евдокии Алексеевны в совхозе были внедрены искусственное осеменение и зимняя пастьба овец, комплексная механизация на фермах крупного рогатого скота, оренбургский метод стрижки овец, вместо грубошерстных овец выведены тонкорунные и полутонкорунные.
С 1962 по 1966 год была депутатом Совета Национальностей Верховного Совета СССР.
С 1970 г. по 1973 г. — директор госплемстанции и начальник Усть-Ордынского племобъединения.
Переехала в Улан-Удэ, работала начальником республиканского племобъединения. Погибла в автомобильной аварии, возвращаясь из хозяйства.
Евдокия Алексеевна неоднократно избиралась в состав Иркутского обкома КПСС и депутатом областного Совета депутатов трудящихся, была членом бюро Усть-Ордынского окружкома КПСС.
Член КПСС с 1941 года. Депутат Верховного Совета СССР 6 созыва. Как депутат от Усть-Ордынского Бурятского национального округа, способствовала строительству средней школы и больничного комплекса, которые работают в посёлке Усть-Ордынский и в 2023 году.

## Награды
Награждена :
- медалью «За доблестный труд в Великой Отечественной войне 1941—1945 гг.»,
- медалью «За освоение целинных земель»,
- двумя медалями «За трудовую доблесть».